# 丹尼爾·戴亞斯
丹尼爾·艾拔圖·戴亞斯（Daniel Alberto Díaz，1979年3月13日—），通常稱為卡塔·迪亚斯（Cata Diaz），是一名阿根廷足球運動員，擔任後衛。他是一名強壯的後衛，可以擔任中堅或右後衛。
他被暱稱為「卡塔」是因為他來自阿根廷的卡塔馬卡。

## 外部連結
- （西班牙文） Argentine Primera statistics
- Career details（页面存档备份，存于） at National Football Teams